# Franck Chassagnac
Franck Chassagnac est né le 22 juin 1970 à Bondy en France. Il est comédien, chanteur, auteur, scénariste et metteur en scène.

## Biographie
Après des études d'arts graphiques à l'Académie Charpentier, il intègre le Cours Simon en 1990. Il se forme également au chant auprès de Valérie Jodorowsky et Martina Niernhaussen, ainsi qu'à la danse contemporaine.

## Théâtre

### Comédien
- Les Yeux Crevés, Jean Cau, mise en scène Philippe Valme, Espace théâtre de l'Hôpital éphémère (Paris), 1994
- Il ne faut jurer de rien, Alfred de Musset, mise en scène de Franck Chassagnac, Théâtre Clavel (Paris), 1995
- L'Affront d'un rêve, Delphine de Malherbe, mise en scène de Delphine de Malherbe, Espace Jemmapes, 1995
- La Démangeaison des sept ans, George Axelrod, Guichet Montparnasse (Paris), 1996
- Collisions, Christophe Botti, Centre d'animation Mercœur et Centre d'animation Mathis (Paris), 1999
- Le Poil de la perfection, les frères Poisson, théâtre Le Bourvil (Paris), 1999
- Eve Andersen, Michelle Robert Reich, mise en scène Hugo Ezan, théâtre Pandora (Paris), 1999
- À consommer avant minuit, texte et mise en scène Christophe Botti, Théo Théâtre (Paris) et Festival Onze bouge !, 2000
- Couples, Christophe Botti, mise en scène Christophe Botti et Stéphane Botti, Théo Théâtre (Paris), 2000-2001
- Zanoni, Edward Bulwer-Lytton, adaptation et mise en scène Franck Chassagnac, Théo Théâtre (Paris), 2002
- Lit et autres possibilités, Christophe Botti, mise en scène Christophe Botti et Stéphane Botti, Aktéon (Paris), 2002
- Le Mur de la honte in La Plus Grande Pièce du monde, Christophe Botti, théâtre du Rond-Point (Paris), 2002
- Le Prince du mont, comédie musicale de Françoise Gatti et jean-Bruno Chantraine, Théâtre Dejazet (Paris), 2004
- Moderato Cantabile, Marguerite Duras, adaptation Franck Chassagnac, mise en espace Stéphane Botti, Maison des auteurs de la SACD, 2004
- Lit et autres possibilités, nouvelle version, Christophe Botti, mise en scène Christophe Botti et Stéphane Botti, Aktéon (Paris), 2005
- G, nos différences nous rapprochent, Opéra rock de Christophe Botti, Stéphane Botti et Aube L., salle Jean-Pierre Micquel (Reims), 2006
- Écoute-moi quand je te mens, Vincent Delboy, mise en scène Thierry Patru, théâtre d'Edgar et théâtre des Blancs Manteaux, 2006-2007
- La Fourmidable Aventure de Flane la cigale, comédie musicale de Kevin Sardet, mise en scène Jessie Lambotte, Espace La Comedia (Paris) et tournée, 2007-2008
- Tout est bien qui finit bien, William Shakespeare, mise en scène Julie Lavergne, théâtre du Nord-Ouest (Paris), 2008

### Mise en scène
- Il ne faut jurer de rien, Alfred de Musset, Théâtre Clavel (Paris), 1995
- La Démangeaison des sept ans, d'après la pièce de George Axelrod, Guichet Montparnasse (Paris), 1996
- Zanoni, d'après le roman de Edward Bulwer-Lytton, Théo Théâtre (Paris), 2002
- Vincent ou la petite histoire d'un collectionneur de ruptures, de Christophe Botti, 5e Rencontres du Jeune Théâtre de Savigny-sur-Orge, 2003
- Les Vieilles Salives (De l'autre côté du cœur), de Christophe Botti, Théo Théâtre (Paris) et Espace 89 (Villeneuve-la-Garenne), 2003
- Doubles de Stéphane Botti et Christophe Botti, Atelier Théâtre de Montmartre (Paris) en 2005 et Espace La Comedia (Paris) en 2007

### Auteur
- Indigo, publié chez Alna éditeur, 2009

### Adaptation pour la scène
- La Démangeaison des sept ans, d'Anabel Legrand et Franck Chassagnac d'après The Seven Year's Itch de George Axelrod
- Zanoni, de Franck Chassagnac d'après le roman de Edward Bulwer-Lytton
- Moderato cantabile, de Franck Chassagnac d'après le roman de Marguerite Duras

## Filmographie

### Acteur
- Papier glacé, court-métrage de Rodolphe Gregory, 2000
- Le Traité de chasteté, court-métrage de Pierre-Gilles Stehr, 2000
- Nulle Part ailleurs, sketch pour Jules-Édouard Moustic, Canal+, 2001
- Amélie, court-métrage de Caroline Munoz et Franck Chassagnac, 2002
- Mauvaise coïncidence, court-métrage de Caroline Munoz, 2002
- Avocats et Associés, saison 7, épisode 52, réalisé par Philippe Tribois, France 2, 2003
- Un peu d'air frais, court-métrage de Franck Ekinci, production Je suis bien content, 2004
- Plutôt d'accord, court métrage de Christophe Botti, 2004
- Brumes, court-métrage de Guillaume Enard, Production T-Lem Abbey, 2005
- Les Innocents, téléfilm de Denis Malleval, France 2, 2006
- Quand je serai grande, court-métrage de Gaël Reyre, 2007
- Fin du protocole, court-métrage de Gaël Reyre, 2007
- Bienvenue à Paname, court-métrage de Stéphane Cazes, 2008
- Travailler plus, court-métrage de Yohann Sfez, Production 7e Act, 2008
- Otages, court-métrage d'Anthony Barthélemy et Kevin Sardet, production Thymélé, 2008
- Sœur Thérèse.com, épisode 17, réalisé par Dominique Tabuteau, TF1, 2008
- Mon prince charmant est un peu con !, court-métrage de Stéphane Botti et Christophe Botti, production Les Films après la pluie, 2009

### Scénariste
- Le Sable et la lumière, scénario publié chez Alna éditeur, 2009

## Discographie
- Trop souvent j'oublie, CD, album 10 titres, 2006
- La Fourmidable Aventure de Flane la cigale, CD, conte musical, 2008